# Conophorus pseudaduncus
Conophorus pseudaduncus är en tvåvingeart som beskrevs av Paramonov 1929. Conophorus pseudaduncus ingår i släktet Conophorus och familjen svävflugor. Inga underarter finns listade i Catalogue of Life.